# 除虱草
除虱草（学名：Staphisagria macrosperma）是毛茛科除虱草属的模式种，曾经属于翠雀属。

## 名称
古希腊人把除虱草叫做，意思是“野葡萄干”。迪奥斯科里德斯描述其叶似野葡萄叶，但也有人认为这是描述其种子像葡萄干。
古希腊人也叫它，即（“虱子”）+（“杀灭”），因为当时人们用除虱草来除虱。英语名（“虱子的毒药”）、西班牙语名（“除虱”）、土耳其语名（“虱子草”）也有类似含义。

## 图集

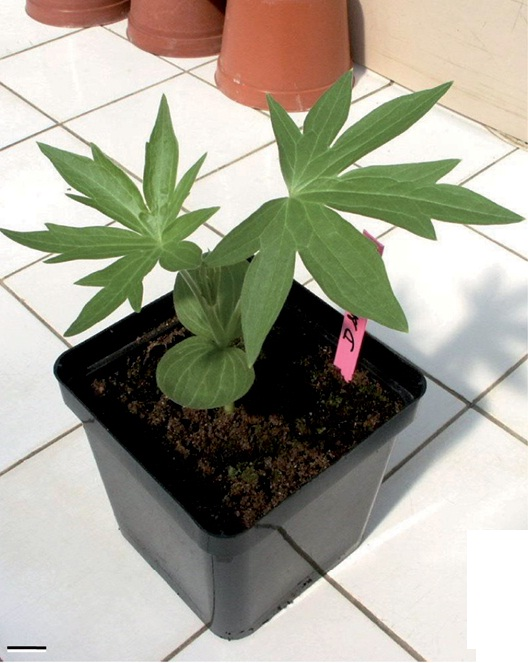
苗
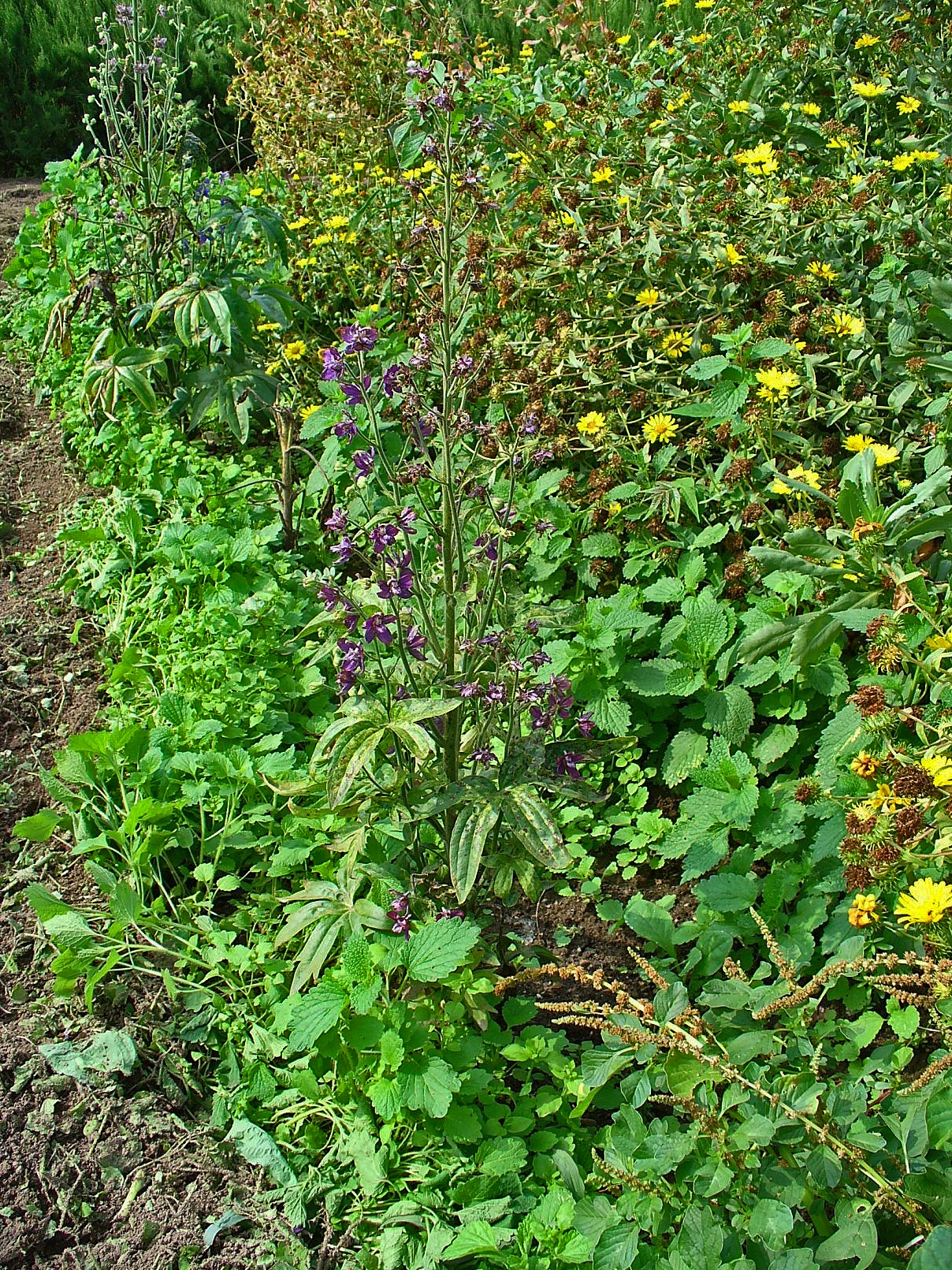
植株
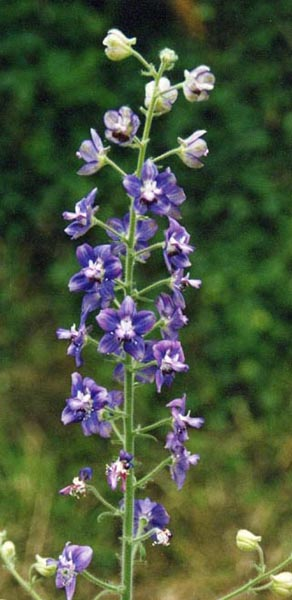
花序
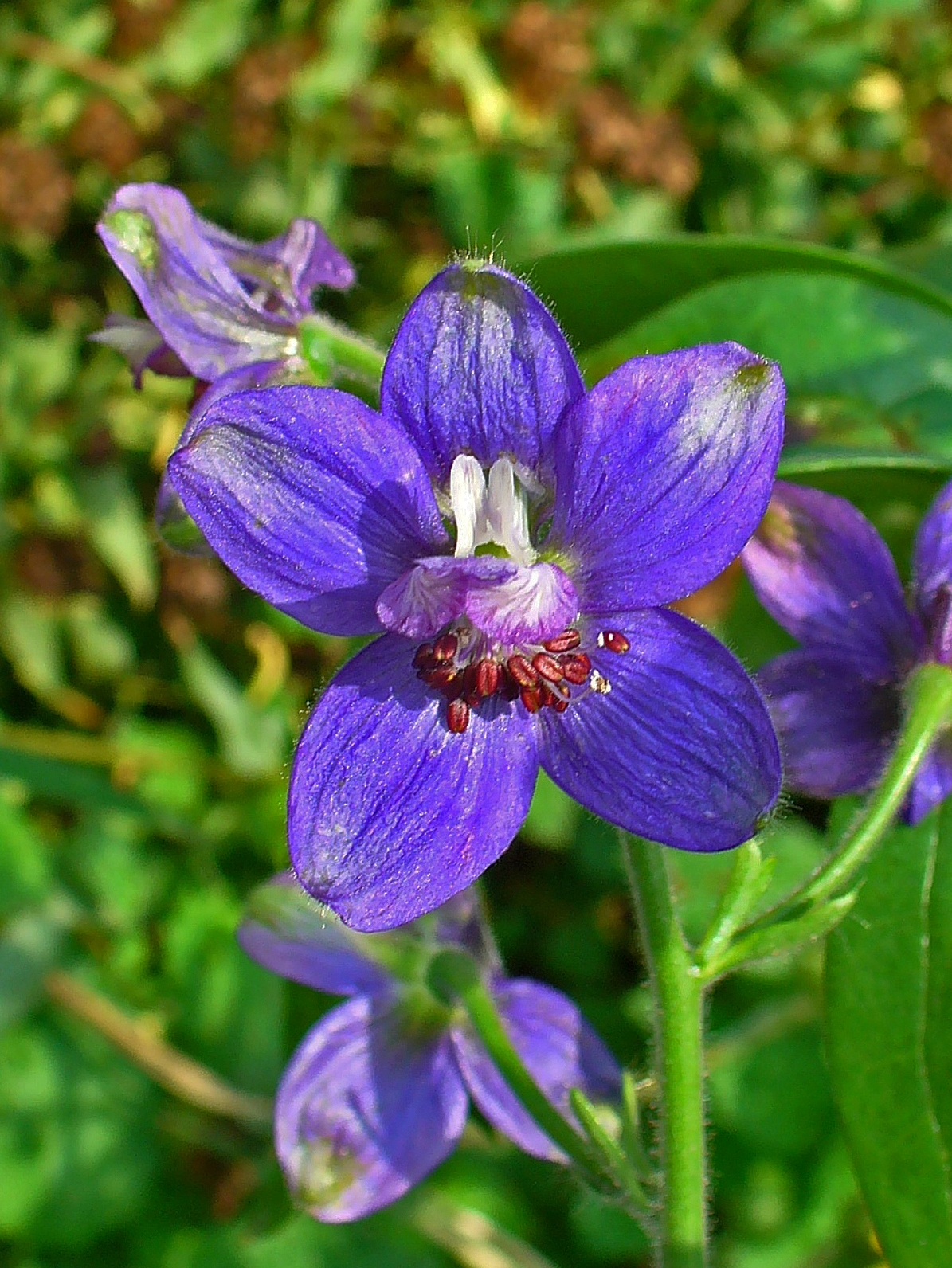
花
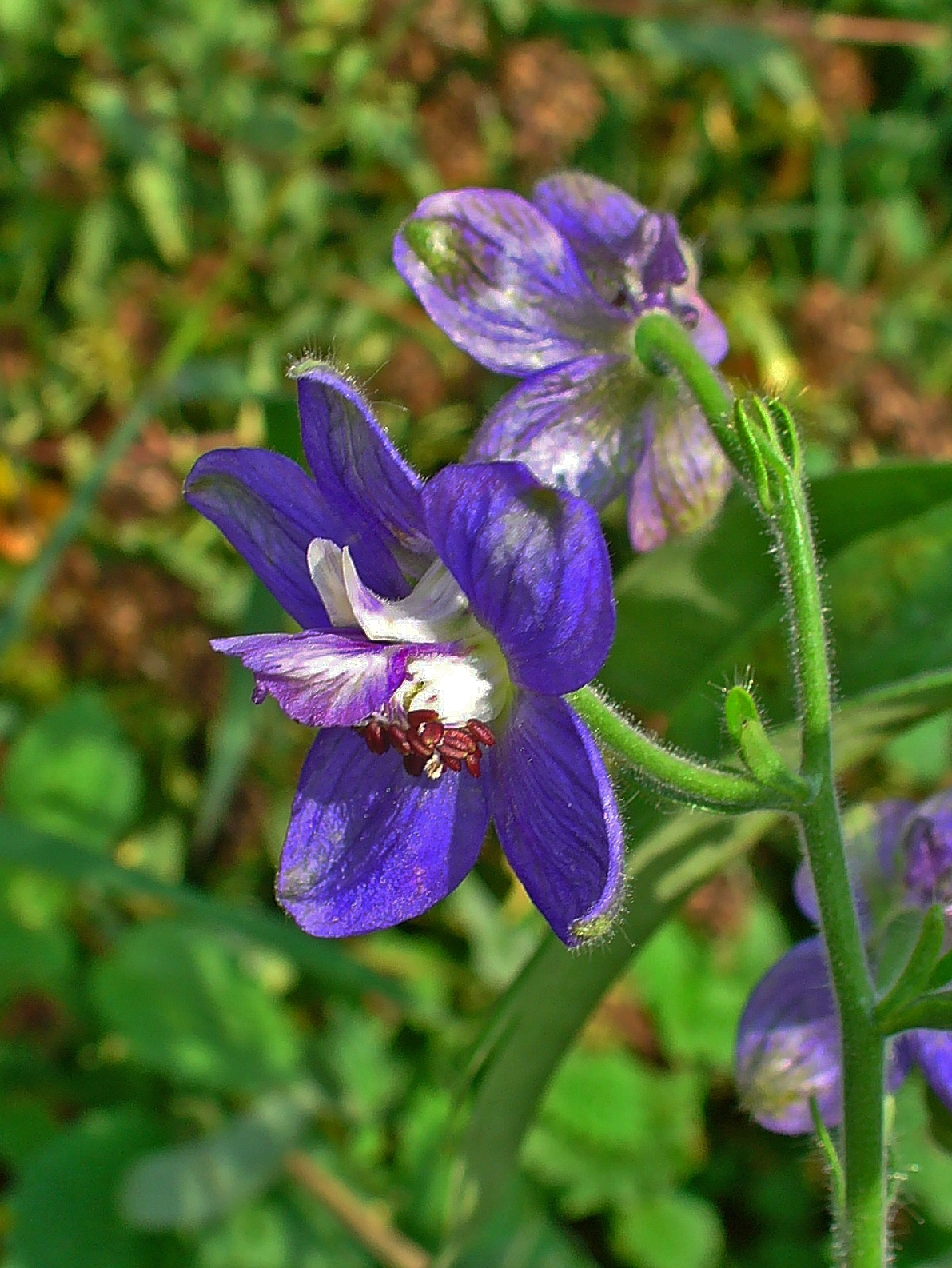
花